# Chaîne de Banfora
Chaîne de Banfora – pasmo wzgórz w południowo-zachodnim Burkina Faso, rozpościerające się między Banforą a Bobo-Dioulasso. Pasmo tworzą skały piaskowcowe. Ze względu na wysokie opady i urozmaiconą rzeźbę terenu występuje tu stosunkowo wysoka różnorodność form życia. W rejonie pasma położone są wodospady Cascades de Karfiguéla.